# Volkswagen Phaeton
Volkswagen Phaeton (ɸætɔn) je automobil iz gornje klase njemačke marke Volkswagen i proizvodi se od 2002. godine. Facelifting je bio 2005. godine.
- Interijer Phaetona
- Volkswagen Phaeton
- Volkswagen Concept D - prototip Phaetona